# Chiesa di Santa Veronica (Germignaga)
La chiesa di Santa Veronica è un edificio religioso di Germignaga in Lombardia.

## Storia
La prima pietra venne posta nel 1962 come parte della costruzione di un complesso per l'assistenza sociale, voluta dall'allora parroco Pietro Bonfanti. La costruzione del complesso si protrasse per un decennio, con l'inaugurazione dell'Opera Parrocchiale di Assistenza e Attività Religiose (O.P.A.A.R.) che avvenne solamente il 23 settembre 1971.
L'edificio è attualmente chiesa sussidiaria della parrocchia di San Giovanni Battista.

## Descrizione
L'edificio è moderno, costruito in cemento armato con copertura piana, sviluppato in un'unica aula rettangolare con una nicchia terminale che ospita l'altare e il presbiterio. Lungo la parete settentrionali sono presenti delle vetrate che illuminano l'interno dell'edificio e i mosaici sulle altre pareti.
L'accesso ai fedeli è permesso da una scalinata esterna all'ingresso, raggiungibile da una corta strada che si congiunge direttamente con via Mameli.